# Anders Konradsen
Anders Ågnes Konradsen (Bodø, 18 juli 1990) is een Noors voetballer die bij voorkeur als centrale middenvelder speelt. Hij speelt sinds 2015 bij het Noorse Rosenborg in de Tippeligaen. In 2012 debuteerde hij in het Noors voetbalelftal.

## Clubcarrière
Konradsen debuteerde in 2007 voor FK Bodø/Glimt. In vier seizoenen scoorde hij elf doelpunten uit 67 competitiewedstrijden voor de club uit zijn geboortestad. In januari 2011 trok hij naar Strømsgodset IF, waar hij in twee seizoenen 57 wedstrijden speelde. Op 25 januari 2013 werd hij voor een transferbedrag van 2,2 miljoen euro verkocht aan het Franse Stade Rennais. Hij tekende een contract tot 2016 bij Stade Rennais. Hij debuteerde in de Ligue 1 op 10 februari 2013 tegen Toulouse FC. In het seizoen 2013/14 kwam hij tot vierentwintig competitieduels.

## Interlandcarrière
Konradsen nam in 2013 met Jong Noorwegen deel aan de EK-eindronde onder 21 in Israël. Daar verloor de ploeg onder leiding van bondscoach Tor Ole Skullerud in de halve finale met 3–0 van de latere toernooiwinnaar Spanje.
Hij debuteerde in het Noors voetbalelftal op 14 november 2012 in een vriendschappelijke interland tegen Hongarije. Hij verving in de 83e minuut Ruben Yttergård Jenssen. In zijn vijfde interland maakte Konradsen zijn eerste interlanddoelpunt: op 31 mei 2014 maakte hij tegen Rusland (1–1) in de 77e minuut de gelijkmaker.

## Erelijst
Rosenborg BK
- Noors landskampioen

2015, 2016, 2017
- Noorse beker

2016
1 Hansen ·
2 Reitan ·
3 Augustinsson ·
4 Hoff ·
5 Skjelbred ·
7 Henriksen  ·
8 Konradsen ·
9 Islamović ·
10 Molins ·
11 Holse ·
14 Wiedesheim-Paul ·
15 Eyjólfsson ·
16 Hovland ·
18 Zachariassen ·
20 Tagseth ·
22 Vecchia ·
24 Tangvik ·
25 Andersson ·
26 Šerbečić ·
27 Sæter ·
35 Ceide ·
Tettey ·
Coach: Hareide